# Bataille de Saint-Colombin (1793)
Ne doit pas être confondu avec Bataille de Saint-Colombin (1794).
Guerre de Vendée
Batailles
La bataille de Saint-Colombin ou combat de Pont-James se déroule le 7 mai 1793 lors de la guerre de Vendée. Elle s'achève par la victoire des Vendéens qui surprennent un détachement républicain à Saint-Colombin.

## Prélude
Fuyant l'avancée des républicains, le chef vendéen Charette abandonne Legé dans la nuit du 3 au 4 mai. Arrivé à Rocheservière, Vrignault se sépare de lui avec une partie de ses forces. À Vieillevigne, Charette se heurte à l'hostilité du comité royaliste de la localité qu'il doit payer pour pouvoir obtenir des vivres pour ses troupes et des logements dans des hangars abandonnés. Il envoie également un courrier pour Charles de Royrand, à Montaigu, pour le prévenir de son arrivée et lui demander de la place dans son cantonnement. Mais ce dernier répond en lui reprochant l'abandon de Legé et en lui défendant de se présenter à son camp,. 
Legé est prise par quatre colonnes républicaines le 5 mai, mais l'une d'entre elles, celle de Saint-Colombin, retourne le soir même à son ancien cantonnement,. Son commandant, Laborie, place cinq compagnies au Pont-James et quatre autres à Saint-Colombin. Le lendemain, il doit intervenir pour rétablir la discipline au sein de ses troupes qui commettent des pillages et se plaignent de manquer de pains et de munitions, n'ayant qu'une quinzaine de cartouches par homme. Un sergent et quelques soldats de la 1re compagnie de chasseurs se montrent même rebelles selon Laborie, en menaçant de passer dans l'autre camp à la prochaine affaire.
Informé du retour de Laborie, Charette quitte Vieillevigne pour se rendre le 6 avril aux landes de Bouaine, entre Saint-Philbert-de-Bouaine et Montbert,. Il lève son camp dans la nuit et se dirige vers le poste de Pont-James, à Saint-Colombin. 

## Forces en présence
Commandés par le chef de bataillon Laborie, le camp de Pont-James est défendu par 300 hommes selon un rapport du général Beysser au général Boulard. Laborie et ses officiers affirment pour leur part dans leur rapport que la garnison, privée d'un détachement et de quelques patrouilles, n'est que de 320 à 330 hommes au moment de l'attaque. Le chef vendéen Lucas de La Championnière donne dans ses mémoires une estimation proche : 300  à   400 hommes. L'historien Émile Gabory parle de 500 hommes pour les républicains. La plupart appartiennent au 4e régiment d'infanterie, — l'ex-Régiment de Provence, — et sont encore vêtus de leurs uniformes blancs. D'autres sont du régiment de La Marck.
Du côté des Vendéens, la troupe de Charette n'est que de 500 hommes selon Le Bouvier-Desmortiers. Laborie estime quant à lui avoir été attaqué par 3 000 hommes à pied et 60 cavaliers. L'historien Lionel Dumarcet indique cependant que les républicains ont tendance à exagérer le nombre de leurs adversaires et estime que la colonne de Charette compte au moins 1 000 à 1 500 hommes. Pour Émile Gabory, après avoir abandonné Legé et s'être séparé des 800 hommes de Vrignault, Charette n'a plus que 400 combattants. Pour Alain Chantreau, 1 000 hommes commandés par Vrignault se sont séparés de la troupe de Charette et ce dernier n'a plus que 400 fantassins et 50 cavaliers, dont des transfuges du Régiment de Provence, et deux canons.

## Déroulement
Le 7 mai 1793, les Vendéens partent de Vieillevigne et se portent sur Saint-Colombin,. L'attaque contre le poste républicain débute à 6 heures, ou 9 heures du matin. Les républicains sont surpris au repos et se mettent en bataille peu de temps avant d'être attaqués par deux colonnes. Après avoir fait tiré quelques coups de canons, Laborie décide de faire reculer ses trouper pour traverser le village et prendre position sur un coteau. Cependant le mouvement se transforme en déroute, les soldats cèdent à la panique, jettent leurs armes et prennent la fuite ou se rendent. Selon Laborie, les fusiliers vendéens n'ont tiré qu'une cinquantaine de coups lors du combat. Après sa victoire, Charette se retire sur Vieillevigne.

## Pertes
Charette affirme n'« avoir presque perdu d'homme » d'après un courrier dans lequel il annonce sa victoire à Royrand. Selon Le Bouvier-Desmortiers, le combat fait peu de victimes, quelques Républicains sont tués et les Vendéens ne déplorent qu'un homme blessé, ainsi que deux chevaux tués.
Selon le rapport du général Canclaux, seuls 120  à   130 hommes, dont Laborie, parviennent à s'enfuir, sans arme pour la plupart, et à trouver refuge à Machecoul. Laborie et ses officiers écrivent quant à eux dans leur rapport que seulement 105 hommes sur 320 à 330 sont parvenus jusqu'à Machecoul. Le général Beysser renvoie les fuyards sur Nantes et les fait passer en conseil de guerre. Pour Lucas de La Championnière, presque tous les républicains sont faits prisonniers et seul un petit nombre se sauve du côté de Saint-Philbert-de-Grand-Lieu. Pour Émile Gabory et Alain Chantreau, le nombre des prisonniers est de 350,, dont 274 sont de l'ancien régiment de Provence. Les Vendéens capturent également un canon,,,,. 
Certains officiers et soldats de l'ex-régiment de Provence rallient les insurgés et servent d'instructeur pour entraîner les paysans au combat,. D'autres sont enfermés à Montaigu,. Quelques-uns sont envoyés à Nantes pour proposer aux républicains un échange de prisonniers,. Mais les patriotes refusent en donnant pour toute réponse que « la République ne traite point avec des rebelles ». Un seul des républicains libérés sur parole, un nommé Pierre Haudaudine, revient se constituer prisonnier,. Il fera partie des prisonniers graciés par Bonchamps après la bataille de Cholet.

## Conséquences
Sur ordre du général Canclaux, qui estime que la localité est désormais insuffisamment défendue, Legé est abandonnée le 9 mai par les républicains. Sa petite garnison — 320 à 500 hommes avec deux canons, commandés par le chef de brigade Prat, — se retire sur Machecoul,. Le soir même, Charette peut faire son retour à Legé, où il établit son quartier-général et où il est rejoint par Vrignault.